# Macrotexto
Macrotexto es el nombre que se da en análisis del discurso y literatura al contexto lejano de una obra literaria o texto. Hablamos de macrotexto cuando el sentido de un texto no es inmediato, se conoce como macrotexto, es el contexto lejano. En estilística a veces se emplea el término macrotexto para hacer referencia al conocimiento que posee un hablante que le permite enfrentarse a la lectura de una obra literaria.
- Datos: Q5947290